# Преченікко
Преченікко (італ. Precenicco) — муніципалітет в Італії, у регіоні Фріулі-Венеція-Джулія,  провінція Удіне.
Преченікко розташоване на відстані близько 440 км на північ від Рима, 60 км на захід від Трієста, 32 км на південь від Удіне.
Населення — 1507 осіб (2014).
Щорічний фестиваль відбувається 11 листопада. Покровитель — святий Мартин.

## Демографія
Населення за роками:

Станом на 1 січня 2023 року в муніципалітеті офіційно проживало 87 іноземців з 22 країн, серед них 31 громадянин країн Євросоюзу та 7 громадян України.

## Сусідні муніципалітети
- Латізана
- Марано-Лагунаре
- Палаццоло-делло-Стелла